# سيومارا مورايس
سيومارا مورايس (بالبرتغالية: Ciomara Otoniela Morais‏) من مواليد الرابع عشر من آذار/مارس 1984، هي ممثلة برتغالية أنغوليّة. اشتهرت مورايس بفضل عملها ونشاطها في مجال إخراج الأفلام حيثُ عملت على إخراجِ فيلم العسل الثمين (بالبرتغالية: Querida Preciosa‏) و فيلم كل شيءٍ على ما يُرام فضلًا عن فيلم جزيرة الكلاب (بالبرتغالية: A Ilha dos Cães‏).

## الحياة المبكّرة
ولد سيومارا مورايس في الرابع عشر من آذار/مارس 1984 في مدينة بنغيلا بدولة أنغولا.

## المسيرة المهنيّة
ظهرت سيومارا مورايس لأول مرةٍ عام 2005 في المسلسل التلفزيوني فراولةٌ بالسكر (بالبرتغالية: Morangos com Açúcar‏) وذاع صيتها حينها بفضل تجسيدها الجيّد – حسب كلام النقاد – لدور سالومي، وهو ما مكّنها من الحصولِ على العديد من الأدوار في السنوات القادمة في التلفزيون على غِرار دور ليونور في فيلم يوميات صوفيا (بالبرتغالية: Diário de Sofia‏) ودور ماسارا في فيلم إكوادور (بالبرتغالية: Equador‏) وكذا دورها في فيلم فندق ماكامبا (بالبرتغالية: Makamba Hotel‏). انتقلت سيومارا في هذه الأثناء إلى أداء المسرحيات حيثُ لعبت أول مسرحية لها بعنوان أغنيةٌ من الضفة الجنوبيّة (بالبرتغالية: A Balada da Margem Sul‏) للمخرج هيلدر كوستا.
قدمت دورها السينمائي الأول في فيلم المُعْتَدِي (بالإنجليزية: The Abused)‏ الذي صدر عام 2009، لكن دورها في الفيلم كان دورًا ثانويًا جدًا ولم تلفت انتباه الجمهور ولا النقاد. أول دور رئيسي لها كان في فيلمِ كل شيءٍ على ما يُرام الذي صدر عام 2011 حيثُ لعبت فيه دور ليونور والذي نال استحسان النقاد. فازت مورايس بجائزة أفضل ممثلة في مهرجان السينما الإفريقية بخريبكة في المغرب كما فازت بجائزة تقديرية أخرى في مهرجان قرطاج السينمائي في تونس عام 2012 عدى عن فوزها بجائزة أفضل فيلم برتغالي طويل في مهرجان لشبونة الدولي للسينما المستقلة. اقتحمت مورايس عالم الإخراج لأول مرةٍ في عام 2012 عبرَ الفيلم القصير لقاءٌ مع الخالق (بالبرتغالية: Encontro com o Criador‏) الذي أشرفت على كتابته بنفسها.

## قائمة أعمالها
| السنة      | العنوان                   | العنوان الأصلي          | الدور           | ملاحظات             |  |
| ---------- | ------------------------- | ----------------------- | --------------- | ------------------- |  |
| 2005       |                           | Morangos com Açúcar     | سالومي          | مسلسل تلفزيونى      |  |
| 2005       | يوميات صوفيا              |                         | ليونور          | مسلسل تلفزيونى      |  |
| 2009       | إكوادور                   | Equador                 | ماسارا          | مسلسل تلفزيوني صغير |  |
| 2009       | المُعْتَدَى                   |                         |                 | فيلم                |  |
| 2009       |                           | As Maltratadas          |                 | فيلم قصير           |  |
| 2009       | فندق ماكامبا              |                         | مسلسل تلفزيونى  |                     |  |
| 2010       | ريبوبليكا دي أبريل        |                         | ليونور          | فيلم تلفزيوني       |  |
| 2011       | كل شيء على ما يرام        |                         | ليونور          | فيلم                |  |
| 2011       | فو ديريكتو                |                         | ريتا            | مسلسل تلفزيونى      |  |
| 2011       | يا بار دو تي-شيكو         |                         | لولا            | فيلم تلفزيوني       |  |
| 2012       |                           | Com Um Pouco de Fé      |                 | فيلم تلفزيوني       |  |
| 2012       | ليبرداد 21                |                         | جيسيكا          | مسلسل تلفزيونى      |  |
| 2012       | كيلابي العظيم             |                         | راباريجا دو بار | فيلم                |  |
| 2012       |                           | Encontro com o Criador  | فيشفا           | فيلم قصير           |  |
| 2013       |                           | Maternidade             | نيني كاساما     | مسلسل تلفزيونى      |  |
| 2013       | كاميليا دي سانغي          |                         | أبيونا          | فيلم قصير           |  |
| 2013       | ألما                      |                         | ماي             | فيلم قصير           |  |
| 2013       | شوكة الوردة               |                         | لينيت أوليفيرا  | فيلم                |  |
| 2014       | أجوا دي مار               |                         | ماي دي سيلفيو   | مسلسل تلفزيونى      |  |
| 2015       | يا Quimbo Cuia            |                         | أوديت           | مسلسل تلفزيونى      |  |
| 2016       |                           | A Única Mulher          |                 | مسلسل تلفزيونى      |  |
| 2016       | دنترو                     |                         | أيارا           | مسلسل تلفزيونى      |  |
| 2016       | أم ضيا                    | Um Dia                  | صوفيا           | فيلم قصير           |  |
| 2017       |                           | A Ilha dos Cães         | لينا            | فيلم                |  |
| 2017       | ميزون أفروشيك             |                         | نيوزا           | مسلسل تلفزيونى      |  |
| 2018       | كويريدا بريسيوسا          |                         | بريسيوزا        | فيلم                |  |
| يُحدد لاحقًا | هل أخبرتكُ يومًا أنني أحبّك؟ | Já Te Disse Que Te Amo؟ | سارا            | فيلم قصير           |  |
| يُحدد لاحقًا | نايولا                    | Nayola                  | راباريجا        | فيلم                |  |